# ماتئوس
ماتئوس لیما ماگالهاس (انگلیسی: Matheus؛ زادهٔ ۲۹ مارس ۱۹۹۲) که به اختصار ماتئوس نامیده می‌شود بازیکن فوتبال اهل برزیل است.
از باشگاه‌هایی که در آن بازی کرده‌است می‌توان به باشگاه ورزشی براگا اشاره کرد.

## افتخارات
باشگاه فوتبال براگا
قهرمان
- جام حذفی فوتبال پرتغال: ۲۰۱۶–۲۰۱۵[۴][۵] ۲۰۲۱–۲۰۲۰[۶]
- لیگ کاپ: ۲۰۲۰–۲۰۱۹